# Llac d'Iseo
El llac d'Iseo (en llombard Lag d'Isé, [lak diˈze]; en italià: Lago d'Iseo, [ˈlaɡo diˈzeo]) és un llac d'Itàlia, el quart més important de la regió de Llombardia. És anomenat també Sebino (en llombard Sebin), del nom llatí Sebinus i es troba al nord de la regió, a la Val Camonica, prop de Brèscia i de Bèrgam. El llac està repartit entre la província de Bèrgam i la província de Brescia.
El seu nom a l'antiguitat fou Sebinus Lacus tal com es pot llegir en alguns escrits de Plini el Vell. El seu nom deriva de la ciutat de Sebum, situada on ara es troba Iseo.

## Morfologia
Fa setanta milions d'anys la superfície de la terra on ara està el llac estava molt més alt, perquè sobre les que avui veiem, reposava una capa d'altres roques d'almenys 5.000 metres de gruix. Les muntanyes en aquell temps estaven col·locades de forma molt diferent, constituïen una sèrie de cadenes paral·leles, amb valls profundes intercalades.
Les roques de les quals estan constituïdes les muntanyes que envolten el llac d'Iseo es van formar en l'era secundària, fa uns 230 o 70 milions d'anys, per acumulació d'estrats i la consolidació dels fangs que s'havien acumulat, procedents d'un antic mar que hi havia i que correspon avui dia a una àrea que estaria entre l'Europa Central i el cor de l'Àfrica. Més tard, aquestes roques es van traslladar a on estan avui, però el paisatge va continuar a retorçant-se de moltes maneres, formant plecs més complicats.
En aquella època, el moviment d'una glacera va excavar el que avui és el llit del llac, el qual té una superfície de 65,3 km² i una profunditat màxima de 251 metres. Està situat a 180 msnm en l'àrea prealpina, amagat al fons de la Val Camonica.
Al llac hi ha l'illa lacustre natural més gran d'Itàlia, que a més és la situada en un lloc més alt de totes les illes europees. Es diu Monte Isola, una mica al nord i al sud hi ha dues illetes, la del Loreto i la de San Paolo.

## Fets històrics

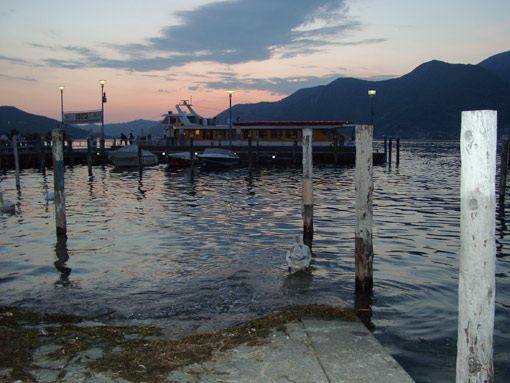
Llac d'Iseo

Els primers senyals de presència humana a la vora del llac d'Iseo són algunes troballes dins del territori municipal de Sarnico de restes de la cultura neolítica dels palafits, mentre que al nord del llac, a Val Camonica hi ha proves de l'ocupació d'una cultura de l'edat del ferro, els camuns. De les planes del voltant van venir després i s'hi van instal·lar els etruscs i els celtes fins que van ser dominats pels romans. El territori del llac va formar part de l'Imperi romà d'Occident, va patir les invasions bàrbares de finals de l'imperi i va passar a ser zona sota domini dels longobards. El 774 Carlemany va ocupar la Val Camonica i part del llac d'Iseo, fent-ne donació als monjos de Tours. El 1161 Frederic el Barba-roja va baixar per la Val Camonica i el 12 de juny va saquejar i incendiar la ciutat d'Iseo. La zona va viure successivament les lluites entre güelfs i gibel·lins. El 1428 la República de Venècia va intervenir ocupant tota la zona del llac i la vall; després d'això va seguir un període de pau que va durar fins al 1509. El 1797, amb la fi del domini venecià, la Val Camonica i Pisogne van ser assignades al departament del Serio i unides a Bèrgam. Anys més tard tornarien a formar part de la província de Brèscia, el 1859, quan amb la derrota de les tropes austríaques a San Martino i a Solferino, es va unir juntament amb tota la Llombardia al Regne de Sardenya, primera etapa de la unitat italiana.

## La vida en l'actualitat

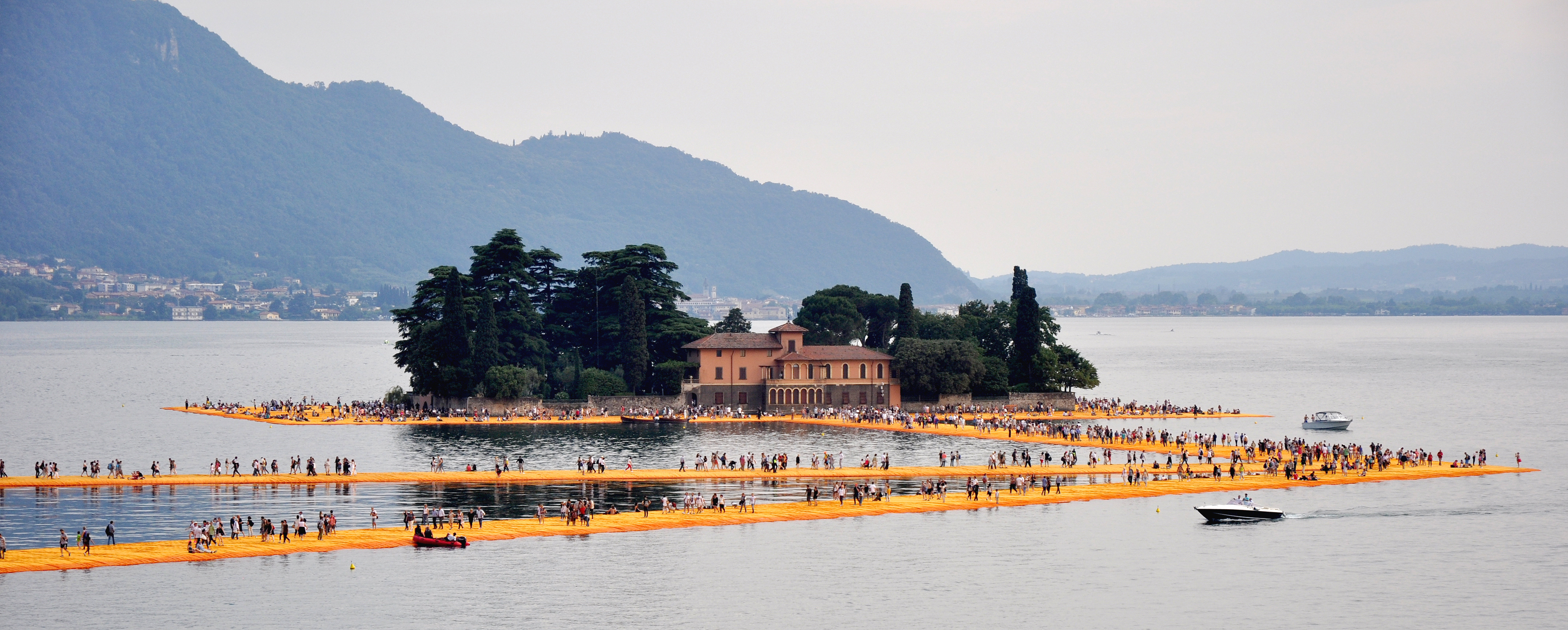
The Floating Piers de Christo

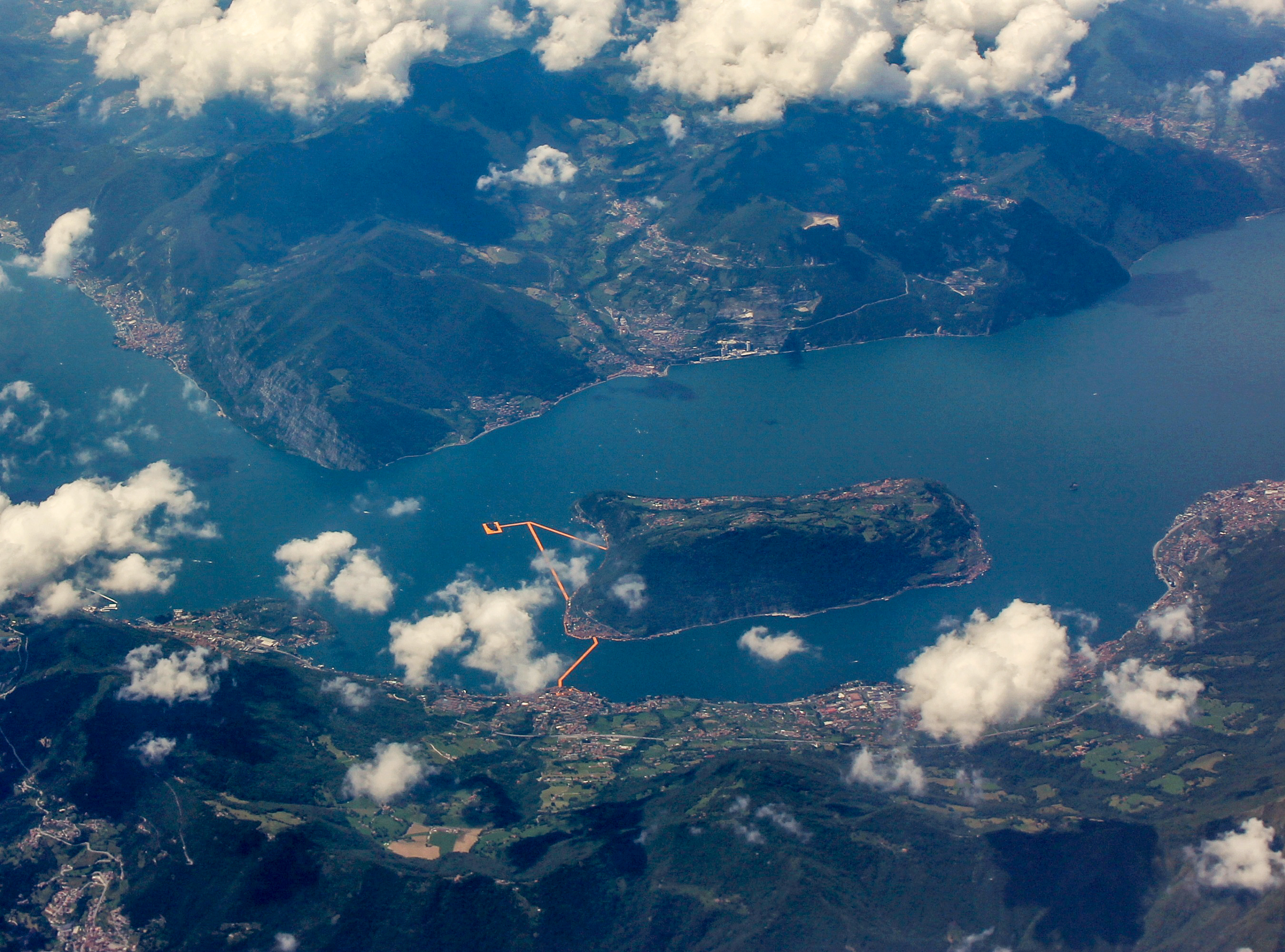
The Floating Piers en una vista aèria

La principal activitat és el turisme: el llac d'Iseo, generalment està freqüentat tot l'any, però la temporada turística preferent va del mes de maig al setembre, període durant el qual es fan esdeveniments esportius (regates) i culturals (concerts, exhibicions de dansaires). A més de les regates s'hi practica la pesca, submarinisme, i surf de vela, aquest darrer afavorit pels vents regulars que hi ha sobre el llac.
El llac és ric en truites i lluç. A les ribes del llac es practica el conreu de l'olivera, amb el qual s'elabora un valorat oli d'oliva.
La indústria també està present a les vores del llac d'Iseo i es concentra principalment en quatre municipis: Iseo, Sarnico, Pisogne i Lovere-Castro.
Lovere i Castro constitueixen el major centre industrial del llac, dues àrees properes entre si que formen gairebé una sola. Aquesta activitat es va iniciar el 1870 amb la implantació de l'empresa Lucchini Sidermeccanica. A Pisogne està activa la indústria de la fusta i els vernissos. A Sarnico hi ha la indústries de la seda, mecànica i de vernissos; una altra activitat són els seus tallers de construcció naval, on es fan vaixells per a competicions i d'esbarjo. A Iseo hi ha indústries relacionades amb les filatures de cotó i amb la fabricació de mantes; mentre que a Sulzano i a Mont Isola es produeixen xarxes de pesca i caça. Marone, és la seu de la "Fàbrica de Mineria Dolomita Franchi". A Tavernola Bergamasca opera des de començaments del segle XXI una fàbrica de ciment pertanyent al Grup Sacci Roma.
El 2016 el llac i les illes així com Sulzano va ser l'escenari de la instal·lació The Floating Piers de Christo i Jeanne-Claude.

## Descripció del paisatge
La riba oriental

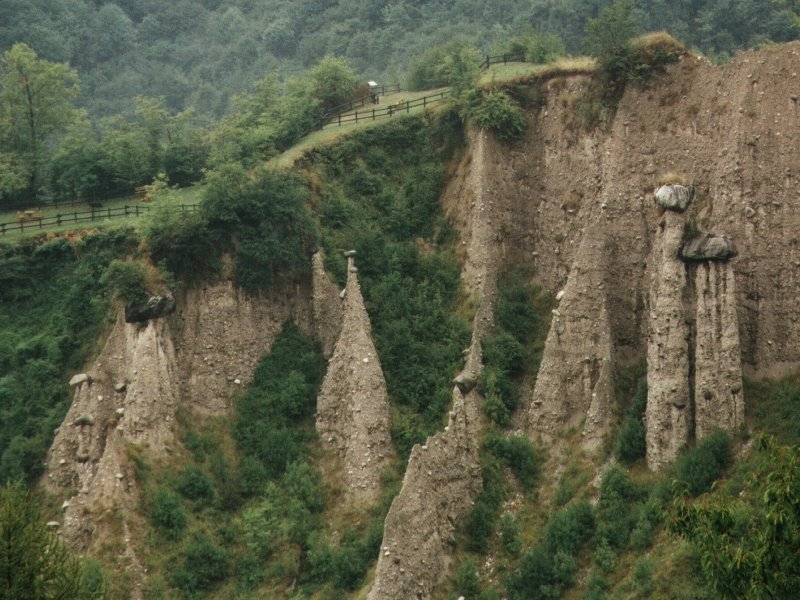
Les piràmides d'erosió properes al llac

La riba oriental pertany administrativament a la província de Brescia. El seu paisatge és divers: per una banda estan les aigües del llac i l'illa Monte Isola i per l'altra estan els conreus de vinyes, arbres fruiters, oliveres i flors, tot seguit els boscos de castanyers precedeixen muntanyes de cims arrodonits.
El primer municipi d'aquesta riba és Paratico i tot seguit es troba Iseo, el centre turístic més important del llac. A continuació està Sulzano, un poble de pescadors des d'on surten transbordadors cap al Monte Isola. Després està Sale Marasino, una població col·locada sobre l'amfiteatre natural que formen les muntanyes Almane, i on hi ha alguns palaus del segle xvi (per exemple el Palazzo Giugni, que té pintures al fresc de Giovanni da Marone i de pintors de l'escola del Romanino, o la Vil·la Martinengo Villagana, amb vistes al llac). Després es troba el municipi de Marone, important centre industrial des d'on surt la carretera cap al mont Guglielmo i arriba fins a Zone, on es pot observar el fenomen anomenat "piràmides d'erosió". A continuació el paisatge esdevé més feréstec, fins que comença el municipi de Pisogne, on comença la plana al·luvial de l'Oglio. Aquí hi ha una reproducció en ciment del cavall de Troia, reproducció del que es va fer servir en una ocasió pels carnavals.
La riba occidental

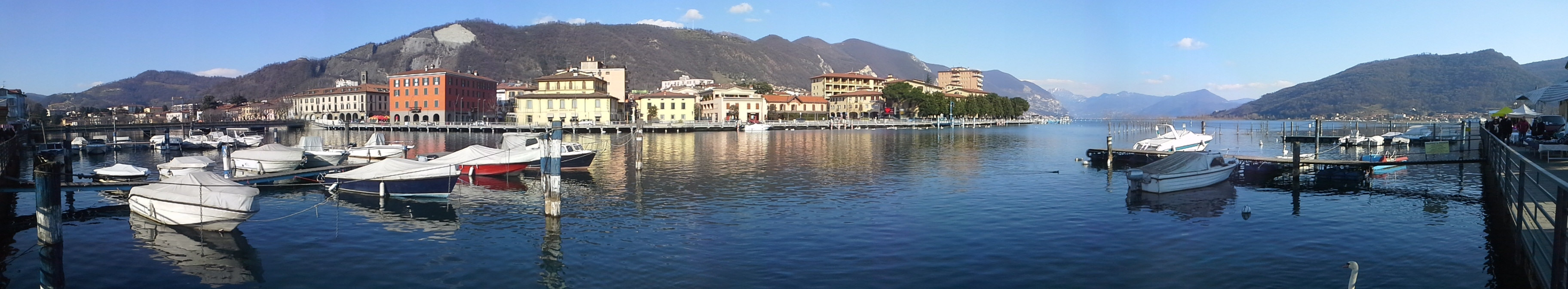
Vista de la riba de Bèrgam

La riba occidental pertany administrativament a la província de Bèrgam i també el seu paisatge és molt divers. Des de Sarnico fins a Predore hi ha trams de platja, després el paisatge esdevé selvàtic amb penya-segats i afloraments rocallosos (espectaculars són els anomenats bögn di Castro i bögn di Zorzino), que segueixen interromputs només pels petits deltes formats pels torrents que baixen de les valls fins al llac. De tant en tant apareixen conreus de vinyes i oliveres (la varietat típica d'oliva es diu Sbresa) ; la resta del paisatge només és roca nua. A continuació estan les poblacions de Tavernola Bergamasca, Portirone, Zu, Riva di Solto, Castro i Lovere. A la confluència del riu Oglio amb el llac, està el municipi de Costa Volpino, seguit de Rogno, la darrera població de l'alto sebino i la primera de la Val Camonica.

## Monte Isola

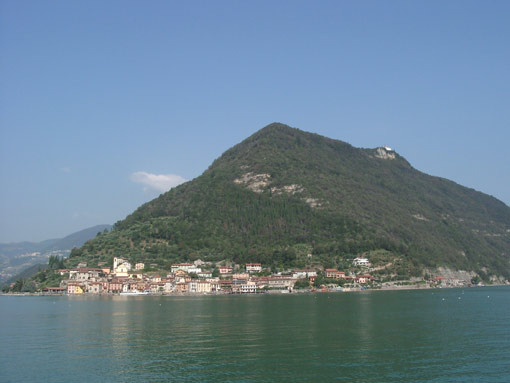
El Monte Isola en mig del llac d'Iseo

Aquesta illa és per si mateixa un municipi que té el mateix nom. Té una vegetació típicament mediterrània, amb ginestes que floreixen en primavera i brucs a la tardor.
És l'illa lacustre més gran d'Itàlia. En ella està construït el santuari de la Madonna della Ceriola, a 400 m sobre el nivell del llac (que està a 187 m sobre el nivell del mar). Al santuari s'hi pot arribar per diversos camins que surten del districte de Cure. El vessant occidental de l'illa baixa cap al llac amb un pendent suau en què hi ha plantats arbres fruiters i olivers, mentre la vessant oposada és més escarpada i rocallosa.
Està prohibit l'accés als vehicles motoritzats, excepte els de serveis públics. L'accés de turistes a l'illa és possible amb ferri des de diversos punts de la riba de Bèrgam (Sarnico, Tavernola, Lovere) o Brèscia (Iseo, Sulzano, Sale Marasino).